# Coleophora ornatipennella
Coleophora ornatipennella is een vlinder uit de familie kokermotten (Coleophoridae). De wetenschappelijke naam is voor het eerst geldig gepubliceerd in 1796 door Jacob Hübner.
De soort komt voor in Europa.